# Ducati
Ducati is een Italiaans motorfietsmerk, voornamelijk bekend door sportieve staande eencilinder en tweecilinders in L-vorm (L-twins) en de kenmerkende desmodromische klepbediening. Ducati is ook beroemd om zijn koningsas-motoren van weleer (750s(s) /900ss). Ducati's van tegenwoordig worden vooral herkend aan hun design en herkenbare geluid. Vanaf april 2012 hoort Ducati bij Volkswagen AG (VAG).

## Geschiedenis
| Ducati Cucciolo blokje in een Vilar-frame                              |
| Ducati 98 cc Tursimo uit 1958                                          |
| Ducati TS 175 uit 1959 met een koningsas om de nokkenas aan te drijven |

Ducati Societa Scientifica Radio Brevetti Ducati, later S.p.A. Ducati Meccanica en Ducati Meccanica S.p.A, Via Ducati, Bologna.
Het bedrijf is ontstaan in 1945 uit de radiofabriek Societa Scientifica Radio Brevetti Ducati die na de Tweede Wereldoorlog - zwaar beschadigd - door de regering werd overgenomen. De eerste producten waren 48 en 65 cc motorfietsen en scooters, waaronder de beroemde 48 cc viertakt “Cucciolo”, waarvan de productie in 1946 werd gestart als onderafdeling van Siata. In dit jaar waren er ook plannen voor het bouwen van een auto, maar verder dan een prototype is het nooit gekomen. Het prototype kreeg de naam DU4. In 1952 kwam de eerste echte Ducati, de “98”.
In 1954 nam men de beroemde constructeur en ontwerper Fabio Taglioni in dienst. Zijn desmodromische klepbediening zou een stempel zetten op vrijwel alle Ducati's die sindsdien gebouwd zijn. In 1959 ging de motorfietsenafdeling als zelfstandig bedrijf verder.
In 1985 ging Ducati op in het Cagiva-concern, nadat al enkele jaren blokken aan Cagiva waren geleverd. In 1996 nam TexasPacificGroup (TPG) het merendeel van de Ducati aandelen van Cagiva over zodat Ducati weer meer zelfstandig werd. In 1998 werd TPG de enige aandeelhouder van Ducati. In 1999 ging Ducati naar de beurs en kreeg een notering in New York en Milaan. In december 2005 kwam Ducati weer in Italiaanse handen en werd overgenomen door Investindustrial Holdings. Op 18 april 2012 werd bekendgemaakt dat Audi het merk Ducati voor 860 miljoen euro had overgenomen. De bedrijfsschuld van Ducati bedroeg toen 200 miljoen euro.
Op 12 juni 1998 opende het Museo Ducati in Bologna zijn deuren. In dit museum wordt op een oppervlakte van ruim 1000 m² de hoogtepunten van ruim 50 jaar historie van Ducati tentoongesteld. Hier bevinden zich vele exemplaren van de befaamde racemotoren waarmee grote successen werden geboekt.

## Ducati Team
Het Ducati MotoGP Team is het officiële fabrieksteam van Ducati in de koningsklasse van het wereldkampioenschap wegrace, de MotoGP. Binnen het Ducati-concern valt het team onder Ducati Corse.
In het seizoen 2007 leidde de Australiër Casey Stoner het team met de Ducati GP7 naar de wereldtitel. Stoner wist in het volgende seizoen met de Ducati GP8 de tweede plaats in het kampioenschap te behalen.
In het seizoen 2016 verschijnt het team aan de start met de Ducati GP16. Rijders zijn Andrea Dovizioso en Andrea Iannone, dezelfde rijders als in het vorige seizoen. In 2015 werd Iannone vijfde en Dovizioso zevende. Stoner is 2016 teruggekeerd in de MotoGP als testrijder bij Ducati, nadat hij in 2012 besloot te stoppen in de MotoGP.

## Bekende types
- Ducati Monster
- Ducati Paso
- Ducati SuperSport
- Ducati SportTouring
- Ducati Multistrada
- Ducati Superbikes
- Ducati Desmosedici
- Ducati hypermotard
- Ducati Diavel
- Ducati Scrambler
- Ducati Panigale

## Galerij

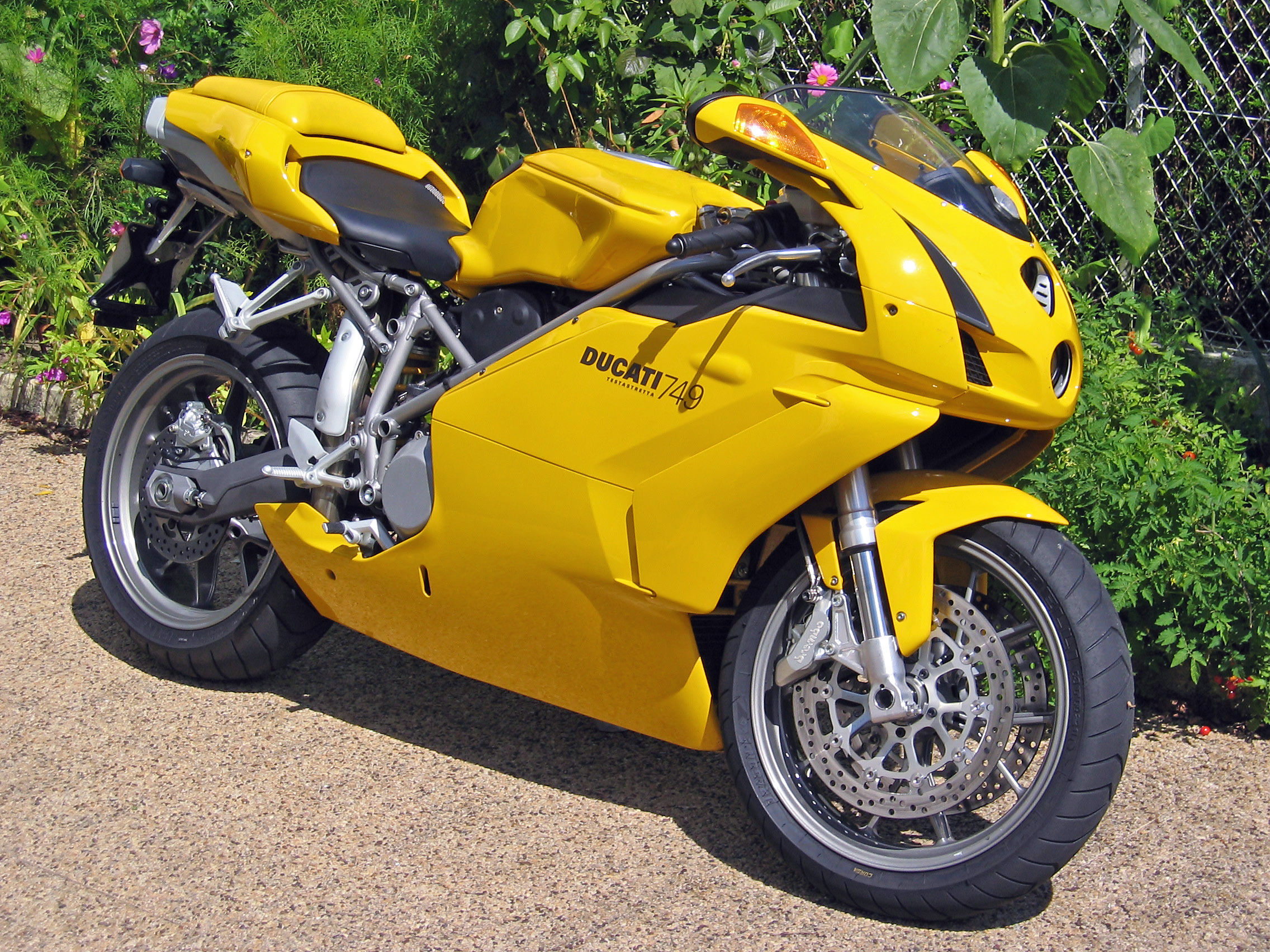
Ducati 749
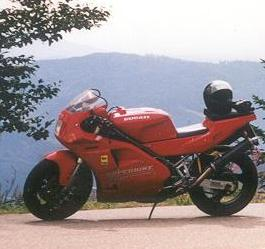
Ducati 888
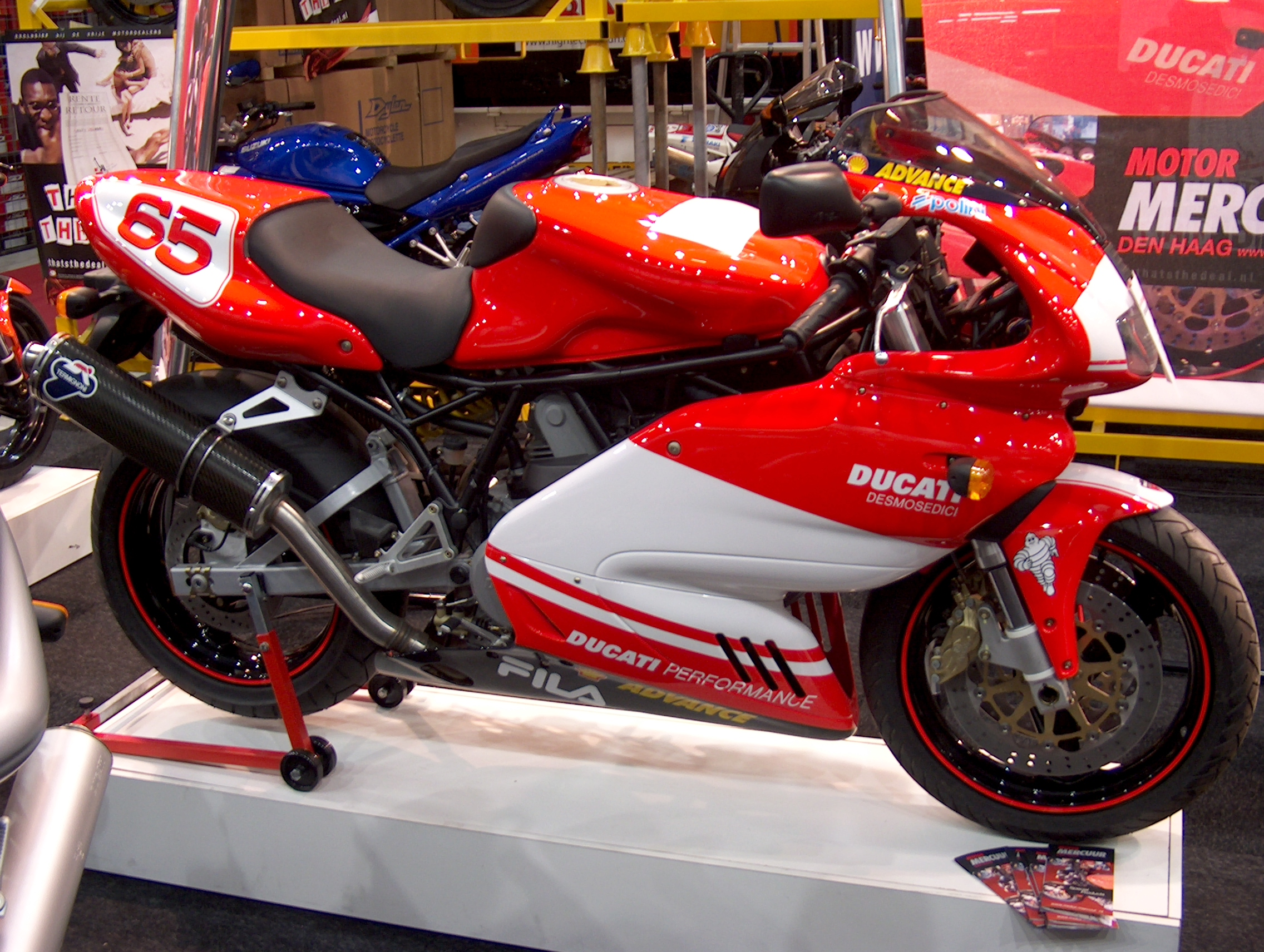
Ducati 900SS met MotoGP kleurenpatroon
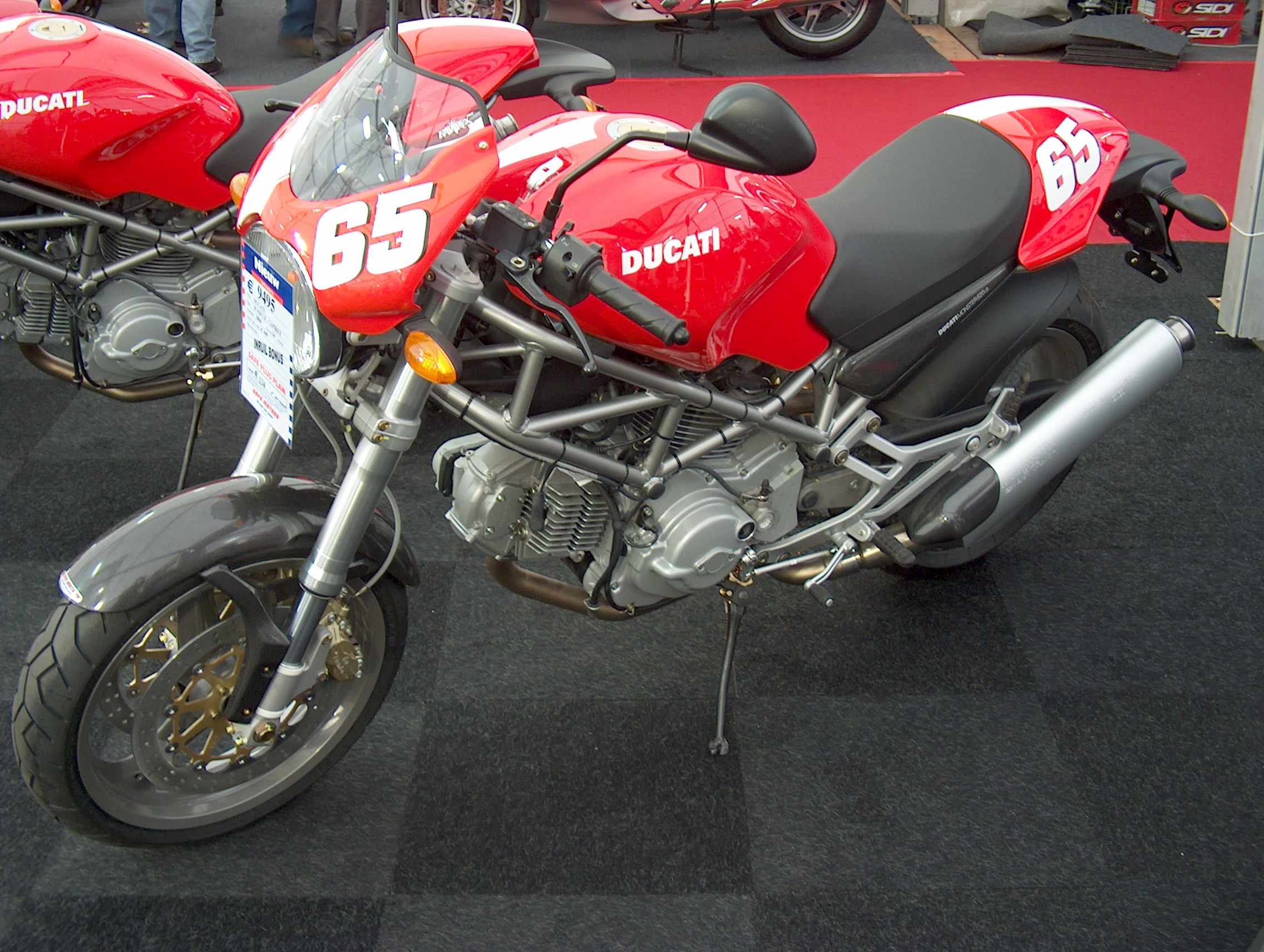
Ducati M 620 i.e. Capirex draagt het nummer 65 omdat dit het vaste startnummer van (ex) Ducati-coureur Loris Capirossi was